# Christiane
Christiane est un prénom féminin d'origine latine.
Ce prénom est inspiré du terme latin Christus qui signifie « Christ ». Il est fêté le 15 décembre ou le 14 janvier en l'honneur de Nino de Géorgie (IVe siècle).

## Variantes
- allemand : Christiane[2]
- anglais : Christiana[2]
- italien : Cristiana[2]
- portugais : Cristiana[2]

## Personnalités portant ce prénom
Tous les articles commençant par « Christiane »
- Christiane Baroche (1935-), femme de lettres française.
- Christiane Cohendy, actrice française.
- Christiane Collange (1930-), journaliste et écrivaine française.
- Christiane Desroches Noblecourt, née Clémence Christiane Desroches, archéologue française spécialiste en égyptologie.
- Christiane Head (1948-), entraîneuse française de chevaux de course.
- Christiane Jolissaint (1961-), joueuse de tennis suisse.
- Christiane Rochefort (1917-1998), femme de lettres française.
- Christiane Scrivener (1925-), femme politique française.
- Christiane Singer (1943-2007) écrivaine, essayiste et romancière française.
- Christiane Taubira (1952-), femme politique française.

## Articles  connexes
- Christine (prénom)
- Christian (prénom)
- Tous les articles commençant par « Christiana »
- Tous les articles commençant par « Cristiana »